# Sabanejewia baltica
Sabanejewia baltica es una especie de pez de la familia Cobitidae en el orden de los Cypriniformes.